# NGC 154
NGC 154 (други обозначения – MCG −2-2-53, NPM1G −12.0023, PGC 2058) е галактика в съзвездието Кит.
Обектът присъства в оригиналната редакция на „Нов общ каталог“.